# 胡村乡
胡村乡，是中华人民共和国河南省濮阳市华龙区下辖的一个乡镇级行政单位。

## 行政区划
胡村乡下辖以下地区：
东王什村、金牛桩村、班家村、店当村、杨庄村、孔村、后范庄村、西王什村、蒋孔村、张田娄村、贾田娄村、北豆固村、史豆固村、吴豆固村、武家庄村、石家村、大村、坟台头村、天阴村、北胡村、庄胡村、翟胡村、柳门村、辛庄村、碱庄村、张堆村和顺河村。